# Percy Spencer
Percy LeBaron Spencer, född 9 juli 1894 i Howland, Maine, död 8 september 1970 i Newton, Massachusetts, var en amerikansk uppfinnare och ingenjör som blev känd för att vara uppfinnaren bakom mikrovågsugnen.
När Spencer en dag gick fram till en magnetron, märkte han att en chokladbit i hans ficka smälte. Spencer blev genast intresserad och började experimentera. Han lade ett ägg i en kastrull med magnetronen ovanför. En medarbetare fick den exploderande äggulan utsmetad över hela ansiktet. För Spencer var saken klar: om man kunde värma ägg så effektivt, borde man kunna värma annan mat också. Spencer sökte patent på sin uppfinning, och den första kommersiella mikrovågsugnen producerades av Raytheon Company år 1947. Den blev dock ingen försäljningssuccé.